# Deniss Rakels
Deniss Rakels (ur. 20 sierpnia 1992 w Jēkabpils) – łotewski piłkarz, występujący na pozycji napastnika, od 2025 w polskim klubie Zagłębie Sosnowiec.  

## Kariera klubowa
Rakeļs rozpoczynał karierę w juniorskich drużynach ze swojego rodzinnego klubu – Jēkabpils. Później młody zawodnik trafił do Lipawy, gdzie grał w drugiej drużynie Metalurgsa. Grając w rezerwach został niezaprzeczalnym liderem zespołu – regularnie zdobywał gole, przy których imponował szybkością. W wieku zaledwie 16 lat został dołączony do pierwszego zespołu przez trenera Rüdigera Abramczika. Bez problemu dostosował się do poziomu pierwszej drużyny i regularnie rozpoczynał mecze w pierwszym składzie. W zaledwie kilku występach skompletował dwa hat-tricki. Wraz z klubem zdobył mistrzostwo Łotwy w sezonie 2009, a w kolejnych rozgrywkach został królem strzelców Virslīgi. Jego technika i piłkarskie umiejętności zrobiły dobre wrażenie na wielu trenerach na całym świecie, pomimo dopiero 18 ukończonych lat. 
W grudniu 2009 roku Rakeļs przebywał na testach w drużynie Serie A Sampdorii. W kwietniu 2010, ponownie na zasadzie testów, dołączył do szwajcarskiej drużyny FC Basel, a w sierpniu podczas spotkania z FK Ventspils obserwowany był przez skauta Werderu Brema. W grudniu tego samego roku pojawiły się doniesienia medialne o zainteresowaniu Łotyszem ze strony Zagłębia Lubin. Transfer ostatecznie doszedł do skutku, zaś Rakeļs podpisał z klubem 3,5 roczny kontrakt. Sezony 2011/2012 i 2012/2013 spędził na wypożyczeniu w GKS-ie Katowice, gdzie wystąpił w 47 meczach. 4 stycznia 2014 roku Łotysz odszedł z Zagłębia, rozwiązał kontrakt za porozumieniem stron. Wcześniej został odsunięty od pierwszej drużyny za problemy dyscyplinarne. W czasie pobytu w Lubinie zagrał w 23 meczach, strzelając 12 goli (Ekstraklasa – 9/0, Młoda Ekstraklasa – 9/6, III liga – 5/6). 
15 stycznia 2014 został piłkarzem Cracovii. Podpisał półroczny kontrakt, który po wygaśnięciu został przedłużony o 2 lata. Pierwszą bramkę w Ekstraklasie dla Cracovii zdobył w meczu 3. kolejki sezonu 2014/2015 przeciwko Jagiellonii. W sezonie 2014/2015 zdobył dla Cracovii 11 goli w meczach ligowych. W rundzie jesiennej sezonu 2015/16 strzelił dla krakowskiego klubu 15 bramek w 20 meczach Ekstraklasy, stając się jednocześnie najskuteczniejszym obcokrajowcem w historii Pasów.
28 stycznia 2016 przeniósł się do angielskiego klubu Reading F.C. W Championship zadebiutował 6 lutego 2016 w zremisowanym 0:0 meczu z Wolverhampton Wanderers. 26 czerwca 2017 roku piłkarz podpisał roczną umowę z Lechem Poznań, kontrakt piłkarza zawiera opcję przedłużenia o kolejne trzy lata. W rundzie wiosennej sezonu 2017/2018 powrócił do Cracovii, gdzie 10 lutego 2018 roku, w meczu ze Śląskiem Wrocław, strzelił gola w 90. minucie dającego zwycięstwo Pasom. 16 lipca 2018 roku podpisał kontrakt z ojczystym Ryga FC. 22 czerwca 2023 został zawodnikiem Hutnika Kraków.

## Statystyki kariery
aktualne na dzień 25 maja 2018 roku
| Klub                | Sezon              | Liga               | Liga  | Liga   | Puchar krajowy | Puchar krajowy | Europa | Europa | Suma  | Suma   |
| Klub                | Sezon              | Liga               | Mecze | Bramki | Mecze          | Bramki         | Mecze  | Bramki | Mecze | Bramki |
| ------------------- | ------------------ | ------------------ | ----- | ------ | -------------- | -------------- | ------ | ------ | ----- | ------ |
| Liepājas Metalurgs  | 2009               | Virslīga           | 14    | 9      | 0              | 0              | –      | –      | 14    | 9      |
| Liepājas Metalurgs  | 2010               | Virslīga           | 26    | 18     | 2              | 3              | 1      | 0      | 29    | 21     |
| Liepājas Metalurgs  | 2011               | Virslīga           | 0     | 0      | 1              | 0              | 2      | 0      | 3     | 0      |
| Liepājas Metalurgs  | Ogólnie            | Ogólnie            | 40    | 27     | 3              | 3              | 3      | 0      | 46    | 30     |
| Zagłębie Lubin      | 2010/11            | Ekstraklasa        | 4     | 0      | 0              | 0              | –      | –      | 4     | 0      |
| GKS Katowice (wyp.) | 2011/12            | I liga             | 20    | 5      | 0              | 0              | –      | –      | 20    | 5      |
| GKS Katowice (wyp.) | 2012/13            | I liga             | 27    | 11     | 0              | 0              | –      | –      | 27    | 11     |
| GKS Katowice (wyp.) | Ogólnie            | Ogólnie            | 47    | 16     | 0              | 0              | –      | –      | 47    | 16     |
| Zagłębie Lubin      | 2013/14 (j)        | Ekstraklasa        | 5     | 0      | 0              | 0              | –      | –      | 5     | 0      |
| Cracovia            | 2013/14 (w)        | Ekstraklasa        | 8     | 0      | 0              | 0              | –      | –      | 8     | 0      |
| Cracovia            | 2014/15            | Ekstraklasa        | 33    | 11     | 3              | 1              | –      | –      | 36    | 12     |
| Cracovia            | 2015/16 (j)        | Ekstraklasa        | 20    | 15     | 4              | 1              | –      | –      | 24    | 16     |
| Cracovia            | Ogólnie            | Ogólnie            | 61    | 26     | 7              | 0              | –      | –      | 68    | 28     |
| Reading             | 2015/16 (w)        | Championship       | 12    | 3      | 2              | 0              | –      | –      | 14    | 3      |
| Reading             | 2016/17            | Championship       | 2     | 0      | 1              | 0              | –      | –      | 3     | 0      |
| Reading             | Ogólnie            | Ogólnie            | 14    | 3      | 3              | 0              | –      | –      | 17    | 3      |
| Lech Poznań (wyp.)  | 2017/18 (j)        | Ekstraklasa        | 11    | 0      | 0              | 0              | 3      | 0      | 14    | 0      |
| Cracovia (wyp.)     | 2017/18 (w)        | Ekstraklasa        | 12    | 1      | –              | –              | –      | –      | 12    | 1      |
| Ogólnie w karierze  | Ogólnie w karierze | Ogólnie w karierze | 194   | 73     | 13             | 3              | 6      | 0      | 213   | 78     |

## Kariera reprezentacyjna
W czerwcu 2010 roku został po raz pierwszy powołany do seniorskiej kadry na Baltic Cup 2010, przez trenera, Aleksandrsa Starkovsa, który był pod wrażeniem występów nastolatka w rodzimej lidze. W pierwszej reprezentacji zdołał zagrać w 6 meczach. Został odsunięty od kadry po meczu młodzieżówki z Liechtensteinem U-21, który odbywał się w listopadzie 2013 roku. Po meczu został przyłapany wraz z kilkoma kolegami pod wpływem alkoholu. Wcześniej grywał w młodzieżowych reprezentacjach – U-17 (4/2), U-19 (7/3) oraz U-21 (7/4).
Do kadry powrócił w październiku 2014 roku. Został powołany na mecze eliminacyjne do Euro 2016.